# Bad Meets Evil
Bad Meets Evil (englisch für „Schlecht trifft auf Böse“) ist ein US-amerikanisches Rap-Duo aus Detroit, das sich aus Eminem und Royce da 5′9″ zusammensetzt. Royce verkörpert „Bad“, Eminem „Evil“.

## Geschichte
1997 stellte Proof, zu diesem Zeitpunkt der Manager von Royce da 5′9″, die beiden Rapper einander vor. Die Chemie zwischen ihnen stimmte und sie nahmen einige Songs miteinander auf. Einer dieser Songs erschien später unter dem Titel „Bad Meets Evil“ auf Eminems Soloalbum The Slim Shady LP. Außerdem entstanden in dieser Zeit die Songs „Nuttin’ to Do“, „Scary Movies“, „Rock City“ und „She’s the One“, die auf dem Bootleg-Album Eminem Is Back enthalten sind.
Als Eminems Solokarriere immer erfolgreicher wurde, trennte sich das Duo im Jahr 2000. Royce da 5′9″ versuchte, ebenfalls als Solokünstler erfolgreich zu werden – sein 2002 veröffentlichtes Debütalbum Rock City (Version 2.0), bei dem Eminem als ausführender Produzent tätig war, floppte aber. Noch im selben Jahr versuchte er, bei Eminems Label Shady Records unter Vertrag genommen zu werden. Dieser wollte aber keine neuen Künstler aufnehmen und lehnte Royces Bitte ab. Als zwei Wochen nach der Anfrage 50 Cent bei Shady Records unterzeichnete, fasste Royce dies als Beleidigung auf und veröffentlichte einige Disstracks gegen Eminem. Eminems Gruppe D12 antwortete daraufhin mit Disses in Richtung Royce da 5′9″ und seinen M.I.C. Records. Der Beef ging so weit, dass es zu einer offenen Konfrontation zwischen Royce und Proof kam, in deren Verlauf auch Schusswaffen involviert waren.
Nach einem Gespräch zwischen Proof und Royce wurde der Streit beigelegt und Royce trat auch nach Proofs Tod 2006, auf den D12-Mixtapes Return of the Dozen Vol. 1 und Return of the Dozen Vol. 2 in Erscheinung. 2010 wurde Royces Gruppe Slaughterhouse bei Shady Records unter Vertrag genommen. Kurz darauf kam es zur Wiedervereinigung von Bad Meets Evil, als Royce da 5′9″ für einen Song auf seinem Soloalbum Eminem als Gastbeitrag haben wollte. Davon ausgehend entstanden elf Songs, die am 14. Juni 2011 als Hell: The Sequel erschienen sind. Royce bezeichnete die Arbeit an dem Extended Play als Spaß, nicht als Arbeit: „Wir haben wieder begonnen, zusammen abzuhängen – er geht nirgendwo hin – also haben wir im Studio herumgehangen. Und dann machten wir ganz einfach ein paar Aufnahmen, weil wir beide dort waren und die Zeit hatten.“
Auch nach Hell: The Sequel erscheinen weiterhin regelmäßig gemeinsame Lieder von Eminem und Royce da 5′9″, wie Twerk Dat Pop That! (2014), Vegas (2014), Detroit vs. Everybody (2014), All I Think About (2015), Raw (2015), Caterpillar (2018), Not Alike (2018) oder You Gon’ Learn (2020).

## Diskografie

### EPs
| Jahr | Titel            | Höchstplatzierung, Gesamtwochen, AuszeichnungChartplatzierungen (Jahr, Titel, Platzierungen, Wochen, Auszeichnungen, Anmerkungen) | Höchstplatzierung, Gesamtwochen, AuszeichnungChartplatzierungen (Jahr, Titel, Platzierungen, Wochen, Auszeichnungen, Anmerkungen) | Höchstplatzierung, Gesamtwochen, AuszeichnungChartplatzierungen (Jahr, Titel, Platzierungen, Wochen, Auszeichnungen, Anmerkungen) | Höchstplatzierung, Gesamtwochen, AuszeichnungChartplatzierungen (Jahr, Titel, Platzierungen, Wochen, Auszeichnungen, Anmerkungen) | Höchstplatzierung, Gesamtwochen, AuszeichnungChartplatzierungen (Jahr, Titel, Platzierungen, Wochen, Auszeichnungen, Anmerkungen) | Anmerkungen                                             |
| Jahr | Titel            | DE | AT | CH | UK | US | Anmerkungen                                             |
| ---- | ---------------- | --- | --- | --- | --- | --- | ------------------------------------------------------- |
| 2011 | Hell: The Sequel | DE20 (9 Wo.)DE | AT23 (5 Wo.)AT | CH5 (16 Wo.)CH | UK7 Gold · (20 Wo.)UK | US1 Gold · (41 Wo.)US | Erstveröffentlichung: 13. Juni 2011 Verkäufe: + 680.000 |

### Singles
| Jahr | Titel Album                                 | Höchstplatzierung, Gesamtwochen, AuszeichnungChartplatzierungen (Jahr, Titel, Album, Platzierungen, Wochen, Auszeichnungen, Anmerkungen) | Höchstplatzierung, Gesamtwochen, AuszeichnungChartplatzierungen (Jahr, Titel, Album, Platzierungen, Wochen, Auszeichnungen, Anmerkungen) | Höchstplatzierung, Gesamtwochen, AuszeichnungChartplatzierungen (Jahr, Titel, Album, Platzierungen, Wochen, Auszeichnungen, Anmerkungen) | Höchstplatzierung, Gesamtwochen, AuszeichnungChartplatzierungen (Jahr, Titel, Album, Platzierungen, Wochen, Auszeichnungen, Anmerkungen) | Höchstplatzierung, Gesamtwochen, AuszeichnungChartplatzierungen (Jahr, Titel, Album, Platzierungen, Wochen, Auszeichnungen, Anmerkungen) | Anmerkungen                                                                 |
| Jahr | Titel Album                                 | DE | AT | CH | UK | US | Anmerkungen                                                                 |
| ---- | ------------------------------------------- | --- | --- | --- | --- | --- | --------------------------------------------------------------------------- |
| 1998 | Nuttin’ to Do / Scary Movies Eminem Is Back | — | — | — | UK63 (2 Wo.)UK | — | Erstveröffentlichung: 1. Oktober 1998 Charteinstieg erst 2001               |
| 2011 | Fast Lane Hell: The Sequel                  | — | — | — | UK66 Gold · (3 Wo.)UK | US32 Gold · (2 Wo.)US | Erstveröffentlichung: 3. Mai 2011 Verkäufe: + 975.000; feat. Sly Jordan     |
| 2011 | Lighters Hell: The Sequel                   | DE26 (12 Wo.)DE | AT41 (14 Wo.)AT | CH10 (25 Wo.)CH | UK10 Gold · (23 Wo.)UK | US4 ×2Doppelplatin · (22 Wo.)US | Erstveröffentlichung: 14. Juni 2011 Verkäufe: + 2.988.900; feat. Bruno Mars |

### Musikvideos
| Jahr | Titel     | Regie        |
| ---- | --------- | ------------ |
| 2011 | Fast Lane | James Larese |
| 2011 | Lighters  | Rich Lee     |

## Auszeichnungen für Musikverkäufe
| Goldene Schallplatte - Brasilien - 2024: für die Single Lighters - 2024: für die Single Fast Lane - Dänemark - 2024: für das Album Hell: The Sequel - 2024: für die Single Fast Lane - 2024: für die Single Lighters | Platin-Schallplatte - Australien - 2021: für das Album Hell: The Sequel - Neuseeland - 2015: für die Single Lighters - Schweden - 2011: für die Single Lighters 3× Platin-Schallplatte - Australien - 2021: für die Single Lighters |

Anmerkung: Auszeichnungen in Ländern aus den Charttabellen bzw. Chartboxen sind in ebendiesen zu finden.
| Land/RegionAuszeichnungen für Musikverkäufe (Land/Region, Auszeichnungen, Verkäufe, Quellen) | Gold       | Platin     | Verkäufe  | Quellen                                   |
| -------------------------------------------------------------------------------------------- | ---------- | ---------- | --------- | ----------------------------------------- |
| Australien (ARIA)                                                                            | —          | 4× Platin4 | 280.000   | aria.com.au                               |
| Brasilien (PMB)                                                                              | 2× Gold2   | —          | 60.000    | pro-musicabr.org.br                       |
| Dänemark (IFPI)                                                                              | 3× Gold3   | —          | 100.000   | ifpi.dk                                   |
| Frankreich (SNEP)                                                                            | —          | —          | 40.900    | infodisc.fr. Abgerufen am 9. Januar 2024. |
| Neuseeland (RMNZ)                                                                            | —          | Platin1    | 15.000    | radioscope.net.nz                         |
| Schweden (IFPI)                                                                              | —          | Platin1    | 40.000    | sverigetopplistan.se                      |
| Vereinigte Staaten (RIAA)                                                                    | 2× Gold2   | 2× Platin2 | 3.000.000 | riaa.com                                  |
| Vereinigtes Königreich (BPI)                                                                 | 3× Gold3   | —          | 900.000   | bpi.co.uk                                 |
| Insgesamt                                                                                    | 10× Gold10 | 8× Platin8 |           |                                           |